# Jason Bulmahn
Jason Bulmahn (Milwaukee, 1976) è un autore di giochi statunitense, in particolare responsabile capo dello sviluppo di Pathfinder.
Diventato editore in capo della rivista Dragon nel 2004, dal gennaio 2008 è diventato capo progettista della Paizo Publishing ed in particolare della linea Pathfinder gioco di ruolo.
La versione beta di Pathfinder GDR ha ricevuto il premio gold ENnie per "il miglior prodotto gratuito o supplemento web" nel 2008. Ha anche scritto o contribuito a numerosi moduli e supplementi per Pathfinder, come Carnival of Tears così come ad articoli per Dragon e Dungeon, ed altri libri come Secrets of Xen'Drik, Expedition to the Ruins of Greyhawk, Dungeonscape ed Elder Evils.
Attualmente è l'editore della Minotaur Games, una compagnia che crea materiale compatibile con Pathfinder.